# بوينغ أرسي-135
طائرة بوينغ RC-135 هي عائلة طائرات استطلاع بنيت من قبل شركة بوينغ ويتم تعديلها من قبل عدد من الشركات، بما في ذلك جنرال ديناميكس، لوكهيد، المركبة التكتيكية الخفيفة، E-نظمو L3 التقنيات وتستخدم من قبل قوات الولايات المتحدة الجوية والقوات الجوية الملكية لدعم عمليات التجسس رالإستقصاء بالقرب من مسرح العمليات وبالوقت الحقيقي. بني هيكل الطائرة على أساس ستراتوليفتر سي-135. تم إنتاج وتشغيل أنواع مختلفة من الطائرات بناء على هيكل الطائرة.وهي في الخدمة منذ عام 1961.

## المشغلون

### الولايات المتحدة القوات الجوية
- قيادة القتال الجوي
- 55 الجناح - أوفوت AFB, نبراسكا

38 سرب الاستطلاع
45 سرب الاستطلاع
82d سرب الاستطلاع (قاعدة كادينا الجوية، اليابان)
95 سرب الاستطلاع (RAF ميلدنهال، انجلترا)
338th التدريب على القتال السرب
343d سرب الاستطلاع

### سلاح الجو الملكي
- رقم 51 سرب سلاح الجو الملكي البريطاني - وادينغتون، المملكة المتحدة

## المواصفات
البيانات من USAF RC-135 Data Sheet 
الخصائص العامة
- الطول: 136 قدم 3 in (41.53 m)
- باع الجناح: 130 ft 10 in (39.88 m)
- الارتفاع: 41 ft 8 in (12.70 m)
- مساحة الجناح : 2,433 ft² (226 m²)
- الوزن فارغة: 175,000 lb (V/W models) (79,545 kg)
- الوزن محملة: 297,000 lb (135,000 kg)
- وزن الإقلاع الأقصى: 322,500 lb (146,000 kg)
- محرك الطائرة: 4 × سي اف ام 56 turbofan engines, 22,000 lbf (96 kN) الواحد

الأداء
- السرعة القصوى: 580 mph (933 km/h)
- مدى (طائرة): 3,450 mi (5,550 km)
- سقف الخدمة: 50,000 ft (15,200 m)
- معدل الصعود: 4,900 ft/min (1,490 m/min)

### تطويرات ذات صلة
- بوينغ سي-135 ستراتوليفتر
- بوينغ إي سي-135

### قوائم ذات صلة
- قائمة الطائرات العسكرية النشطة في الولايات المتحدة

## وصلات خارجية
- برشام المشتركة على الصفحة FAS.org
- RB-47 & RC-135 في فيتنام من قبل بروس بيلي
- «قصة اثنين من الطائرات» من قبل المملكة R. «الملك» هاويس، اللفتنانت كولونيل القوات الجوية الأمريكية (Ret.)